# 뇌머리뼈
뇌머리뼈(neurocranium) 또는 신경두개(神經頭蓋)는 포유류의 뇌를 둘러싸는 머리뼈의 뒷부분을 의미한다. 머리뼈의 앞부분은 뇌머리뼈와 대비하여 얼굴뼈(facial bone)이라 한다. 뇌머리뼈의 크기는 종에 따라 다르다.
뇌머리뼈의 지붕으로는 시상봉합(sagittal suture)이 지나가며, 뇌머리뼈 바닥에는 수많은 구멍(foramen)들이 존재한다. 특히, 가장 큰 구멍인 큰구멍(foramen magnum)은 뇌와 척수가 서로 연결되어 지나가는 통로이다.
뇌머리뼈는 머리덮개뼈(calvaria 또는 skullcap)와 머리바닥뼈로 구성되어 있다. 머리덮개뼈는 이마뼈, 마루뼈, 뒤통수뼈의 윗부분으로 구성되어 있다.
사람의 뇌머리뼈는 다음의 뼈들로 구성되어 있다.
- 이마뼈
- 마루뼈
- 뒤통수뼈
- 벌집뼈
- 나비뼈
- 관자뼈

## 태생기원
뇌머리뼈는 외배엽 기원의 신경능선에서 비롯하며, 이때의 머리뼈는 연골로 이루어져 있으므로 연골머리뼈(chondrocranium)라고 한다. 외배엽성중간엽(ectomesenchyme)에서도 일부 기원한다. 사람은 연골머리뼈가 연골속골화(endochondral ossification)를 거쳐 단단해 지지만, 연골어류나 다른 연골성 척추를 가진 동물에서는 골화되지 않는다.

## 같이 보기
- 머리덮개뼈
- 머리뼈바닥
- 인체골격